# Aderendhülse
Aderendhülsen (englisch wire ferrules) werden verwendet, um die abisolierten Enden von Litzenleitungen zu schützen, so dass sie ohne Beschädigung der Einzeldrähte in Klemmen angeschlossen werden können.
Bei der Verwendung bestimmter Federkraftklemmen ist eine Aderendhülse jedoch entbehrlich.

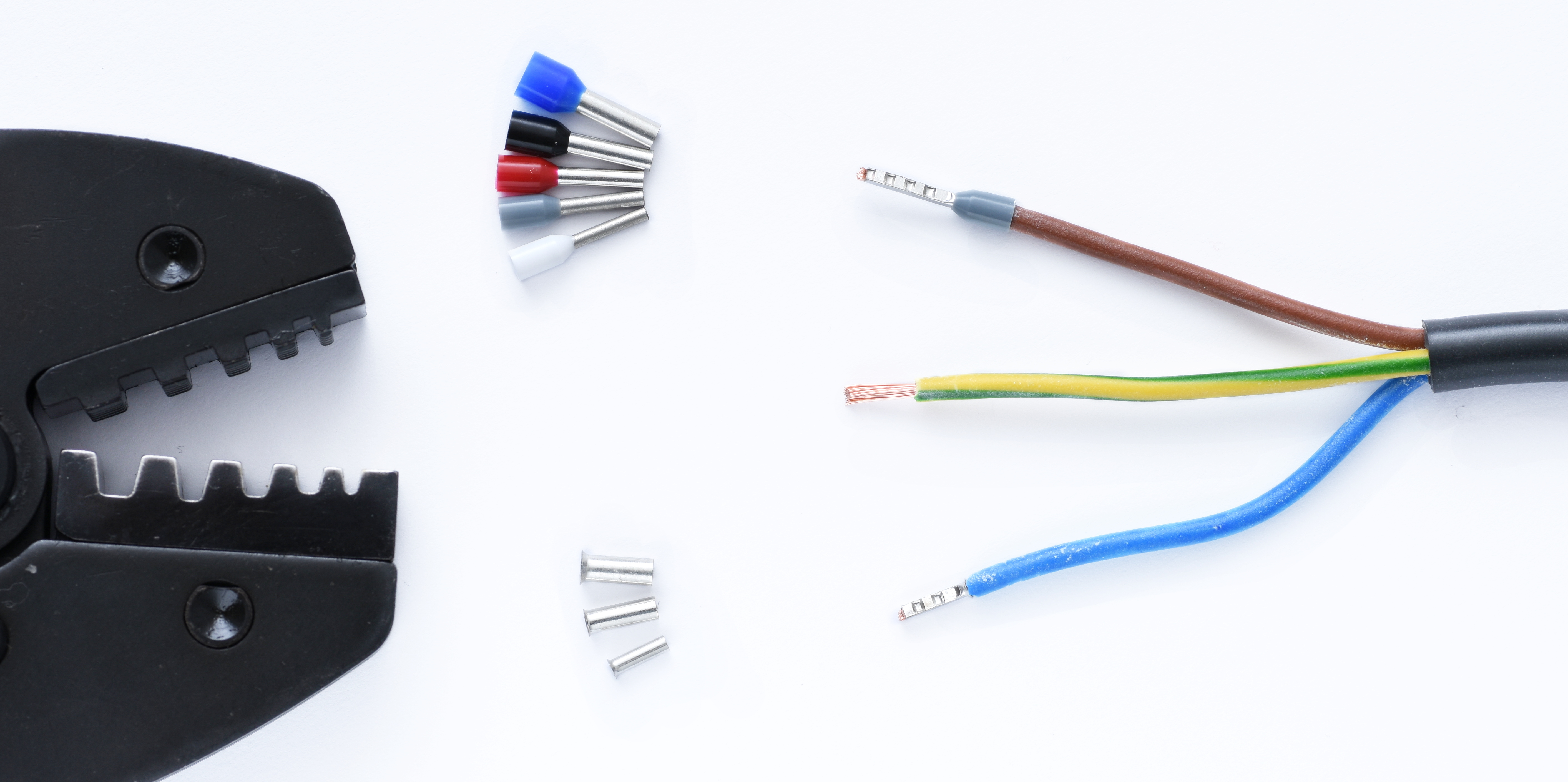
Verschiedene Aderendhülsen mit und ohne Schutzkragen sowie eine Aderendhülsenzange

## Zweck

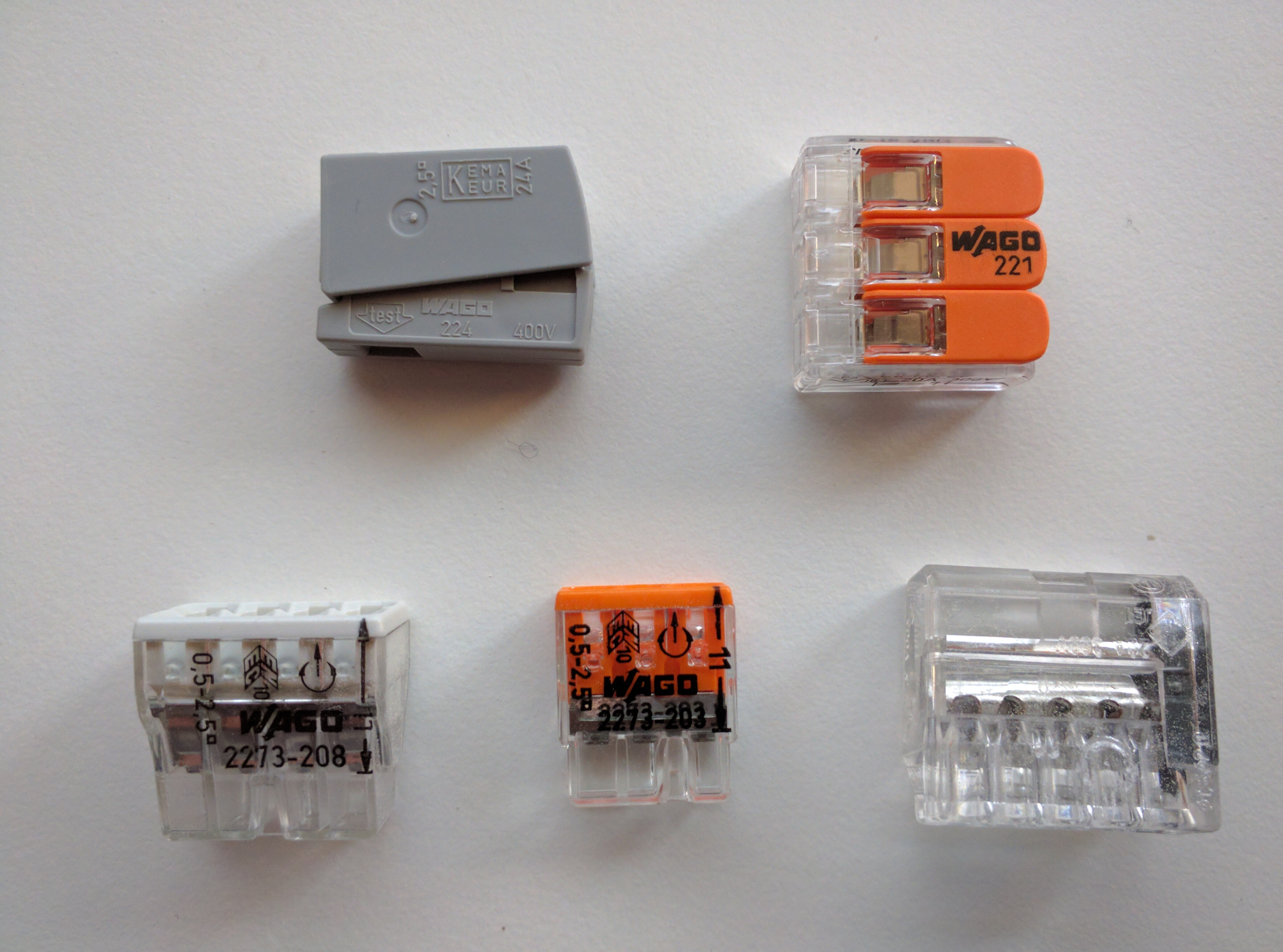
Per Hand zu öffnende Federkraftklemmen (obere Reihe) machen Aderendhülsen entbehrlich

Seit Beginn der Elektrotechnik werden Schraubklemmen eingesetzt. Die Befestigung starrer Leiter ist damit problemlos.
Hingegen geben bei litzenförmigen Leitern die Einzeldrähte unter dem Druck der Klemme nach, lösen sich aus dem Verbund, oder die Verbindung lockert sich. Die Schraube gleicht den sich mindernden Klemmdruck nicht aus, auch Nachziehen löst das Problem nicht nachhaltig. Der schlechte Kontakt befördert die Funkenbildung und folglich Brandgefahr oder Verbindungsabriss. Der möglicherweise herausrutschende und spannungsführende Leiter kann jetzt andere Teile berühren und so Schäden und Gefahren verursachen.
Um dies zu verhindern, werden Aderendhülsen eingesetzt, die die Litzendrähte zusammenhalten und sich nun beim Klemmen fast wie ein starrer Leiter verhalten.
Die Schraubklemme wird mehr und mehr durch die Federkraftklemme verdrängt. Bei denjenigen, die per Hand geöffnet und geschlossen werden können, sind Aderendhülsen oft entbehrlich oder sogar kontraproduktiv. Zwar geben auch hier die Einzeldrähte der Litze unter dem Kontaktdruck nach. Anders als bei der Schraubklemme sorgt die Feder jedoch für nicht nachlassenden Klemmdruck. Die einzelnen Litzendrähte verteilen sich in der Klemme, sodass sich eine große Kontaktoberfläche und ein kleinerer Übergangswiderstand ergibt.

## Verarbeitung

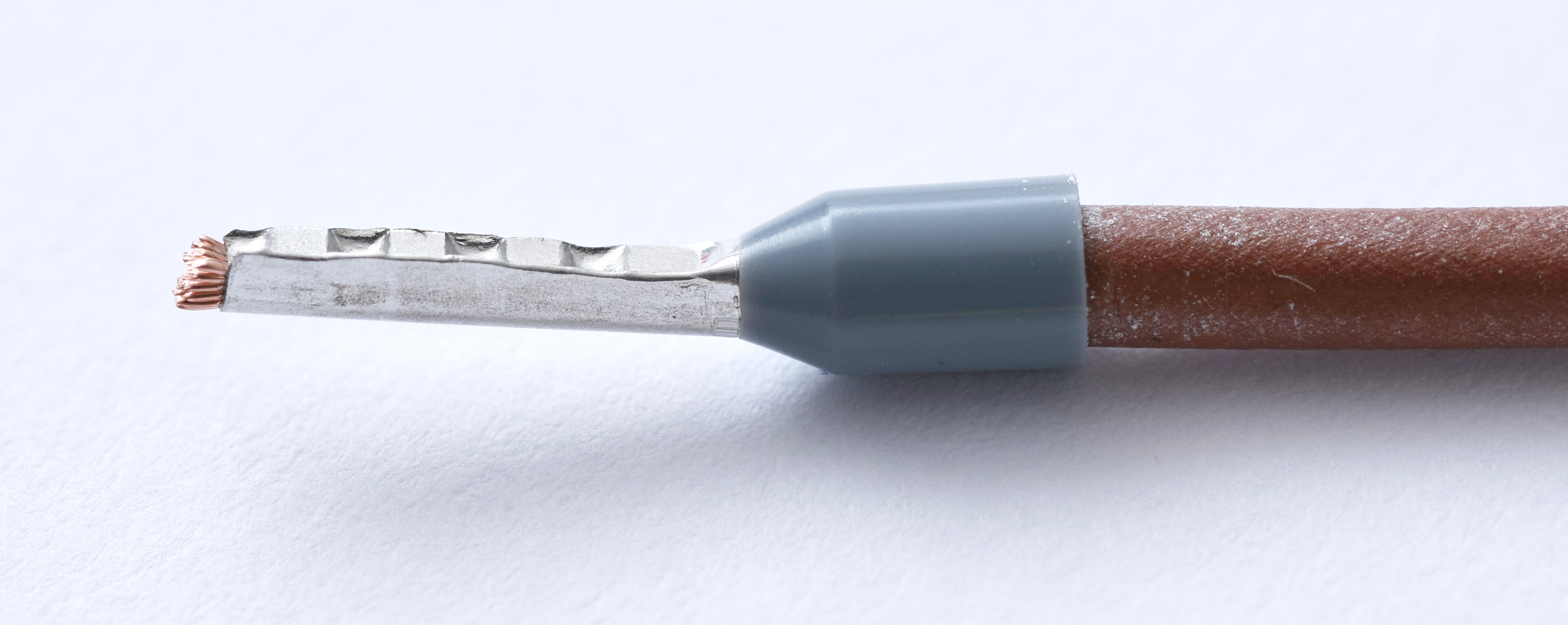
Ader mit gecrimpter Aderendhülse mit Schutzkragen

Zunächst erfolgt das Abisolieren auf die richtige Länge ohne Beschädigung der Litzen oder der verbleibenden Isolierung, gefolgt vom Aufschieben der passenden Aderendhülse und dem Verpressen. Dabei wird die Aderendhülse passend zum Leiterquerschnitt mit einer Aderendhülsenzange oder maschinell (teilautomatisiert) verarbeitet. Aderendhülsen-Presswerkzeuge bzw. -zangen erzeugen ein V-förmiges (Dorn-Pressung), viereckiges (Quadrat, Rechteck, Trapez) oder sechseckiges Profil. Der Vorgang wird auch mit dem englischen Begriff Crimpen bezeichnet. Die Anforderungen an Crimpverbindungen sind in der EN 60352-2:2014-04 festgelegt. Neben der Vermeidung typischer Fehler, wie sie beim Crimpen entstehen können (s. u.), ist die erreichte Zugfestigkeit der Hülse ein Testkriterium. Zur Qualitätssicherung werden auch Schliffbilder angefertigt.

### Industrielle Verarbeitung
Es werden auch Maschinen angeboten, die automatisch abisolieren, die Hülse aufstecken und verpressen. Die Hülsen sind dann meist automatengerecht verkettet. Wenige Maschinen arbeiten auch mit losen Hülsen, die über Schwingförderer sortiert zugeführt werden.
Im industriellen Bereich werden statt verpressbarer auch crimpbare Endhülsen verwendet. Diese sind bedeutend kostengünstiger, da als Halbzeug Bandmetall verwendet werden kann, das entsprechend vorgeformt wird.

## Fehler, die beim Crimpen entstehen können

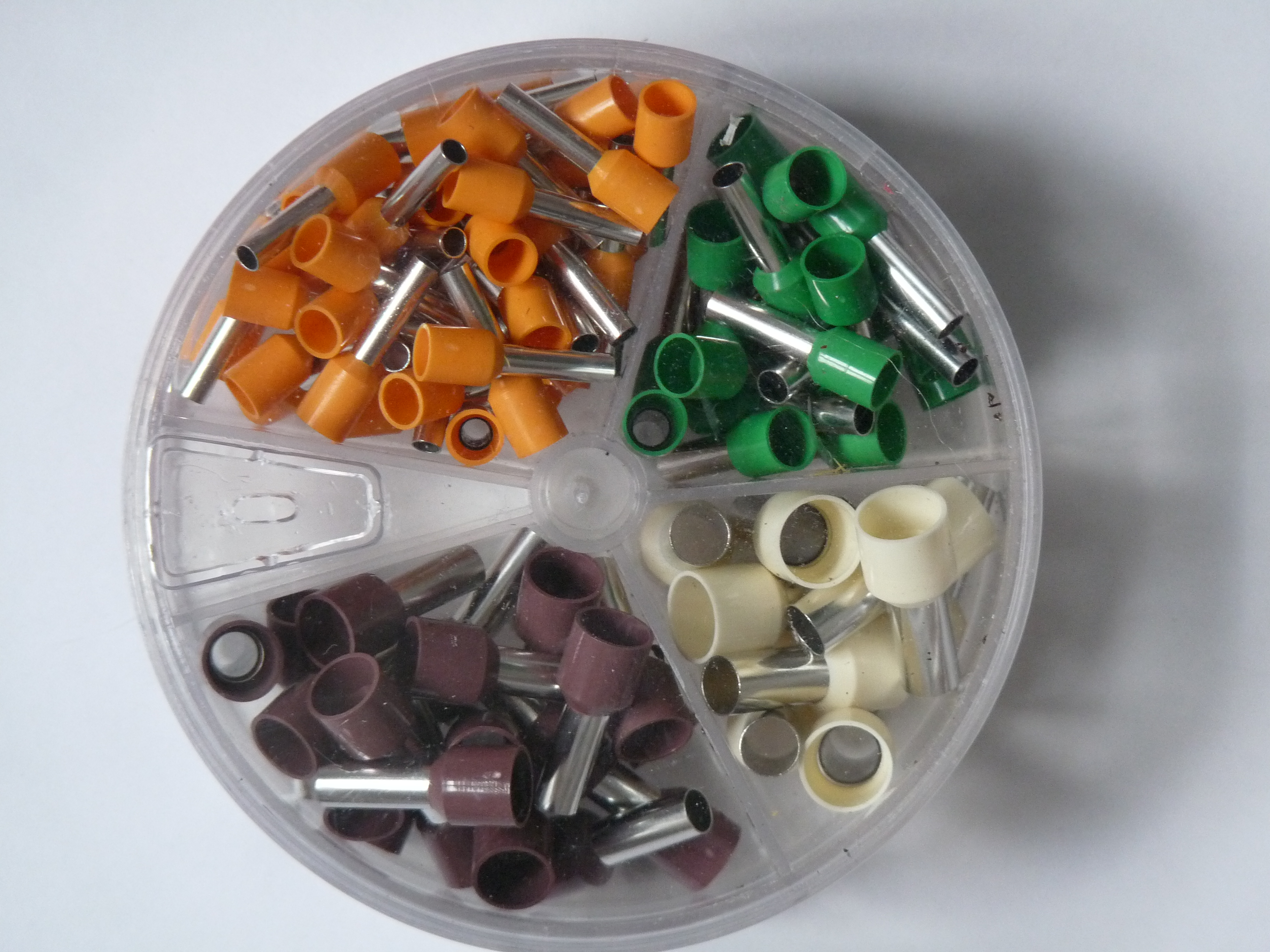
Aderendhülsen mit Kunststoffhülse in einem Spender für das Handwerk

- Rissbildung an den Längskanten und Stempelabdrucken
- Aufplatzen der Aderendhülse
- asymmetrische Crimpform
- starke Gratbildung an den Längskanten
- Hülse nicht vom Leiter ausgefüllt
- Einzellitzen zurückgeschoben, stehen aus dem Kragen heraus
- Einzellitzen abgequetscht
- Draht zu kurz oder zu weit bis in Kontaktfläche eingeschoben
- Kunststoffkragen durch Crimp-Stempel beschädigt
- Leiterisolation nicht in den Kunststoffkragen geschoben
- Aderendhülse nach dem Crimpen in Längsrichtung durchgebogen

## Ausführung und Varianten

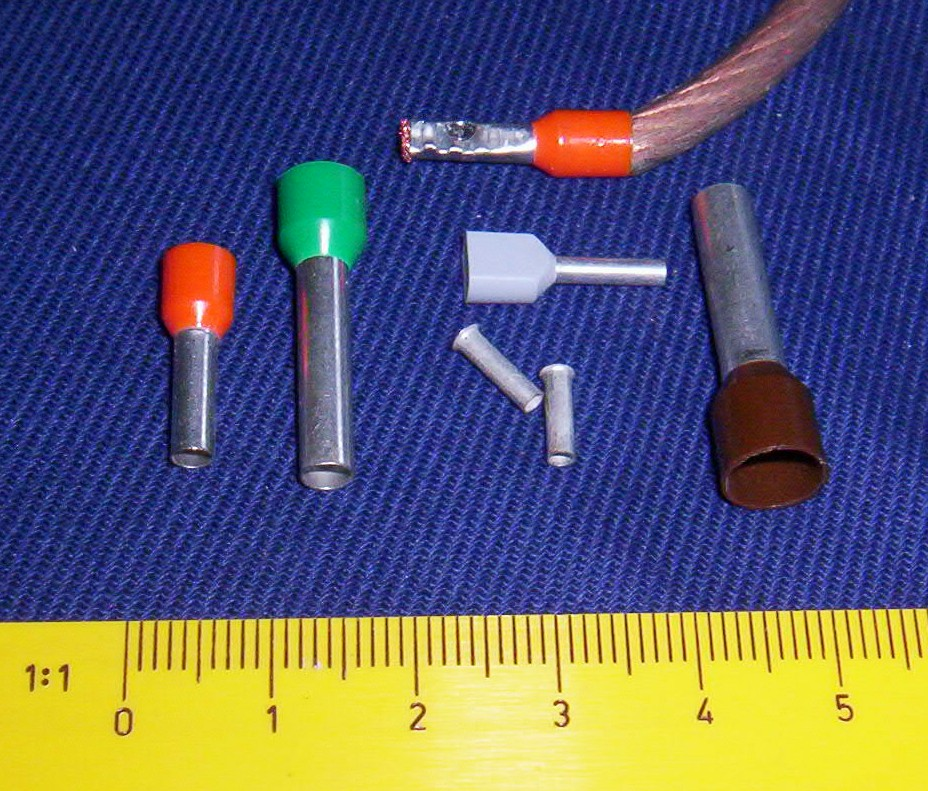
Aderendhülsen mit und ohne Schutzkragen

Aderendhülsen mit Schutzkragen (die farbigen im Bild) bieten einen zusätzlichen Knickschutz der angeschlossenen Ader. Entwickelt wurden sie von der deutschen Fa. Zoller + Fröhlich (Z+F) und 1969 zum Patent angemeldet. Der konische Kragen erleichtert einerseits das Einführen des Litzenbündels in die Hülse, andererseits auch das Einführen des behülsten Leiters in die Klemme. Ein Verhaken der Kanten von Klemmenisolation und Leiterisolation wird vermieden. Zum Anschluss zweier Adern in einer Klemme gibt es Duo-Aderendhülsen (im Bild das graue Exemplar).
Die Hülsen bestehen aus Kupfer und können verzinnt, in Sonderfällen auch versilbert oder vergoldet sein. Der Schutzkragen besteht etwa aus PA6.6 oder PP.
Hülsen ohne Schutzkragen werden im Fachjargon auch Mischke-Röhrchen genannt, weil Mischke & Partner ein bekannter Hersteller solcher Artikel ist.

## Farbliche Markierung
Die Farbe des Schutzkragens gibt Aufschluss über den maximalen Draht- bzw. Leiterquerschnitt. Es gibt drei verschiedene, sich teils widersprechende Farbcodes. Im Fachhandel setzt sich zunehmend die Farbkodierung nach der DIN-Norm 46228 Teil 4 durch. Die aktuelle Version DIN 46228-4: 2020-03 definiert die Aderendhülsen mit Isolationskragen von 0,5 bis 50 mm².
Aufgrund der Entwicklung und Patentierung durch Z+F ist der Z+F-Farbcode allgemein als „deutscher“ Farbcode bekannt. Auf Kundenwunsch der französischen Firma Télémécanique wurde von Z+F der Farbcode KDS (kundenspezifisch) entwickelt, der dann als „französischer“ Code bekannt wurde. In Tabellen wird abgekürzt:
- der französische Farbcode neben KDS auch mit A oder TE (Télémécanique)
- der deutsche Farbcode neben Z+F auch mit B oder WE (Weidmüller).

Es finden sich allerdings auch Produktseiten von Herstellern mit weiteren eigenen Abkürzungen.
Da die drei Farbreihen definiert sind, kann unabhängig von der Herstellerbezeichnung anhand eindeutiger Größencodes (wie grün 6 mm² oder orange 0,5 mm²) immer der verwendete Farbcode ermittelt werden. Im Zweifelsfall können ungebrauchte Exemplare anhand des Innendurchmessers identifiziert werden.
Für jeden Querschnitt werden zudem unterschiedliche Längen angeboten.
Die Bezeichnungen der Aderendhülsen mit Schutzkragen sind nicht normiert. Bei der E-Bezeichnung geben an:
- die beiden ersten Ziffern den Aderquerschnitt
- die letzten beiden die Länge der Metallhülse in Millimetern.

Bei Aderendhülsen mit einem Querschnitt von 10 mm² oder mehr wird zwischen Querschnitt und Länge ein Bindestrich zur Trennung angegeben.
| Querschnitt | Französischer Farbcode (A) | Deutscher Farbcode (B) | DIN-Norm 46228-4 | Bezeichnung                | Innendurch- messer | AWG |
| 0,08 mm²    |                            |                        |                  |                            | 0,5 mm             | 28  |
| 0,14 mm²    | braun                      | grau                   | grau 1           |                            | 0,7 mm             | 26  |
| 0,25 mm²    | violett                    | hellblau               | gelb 1           |                            | 0,8 mm             | 23  |
| 0,34 mm²    | rosa                       | türkis                 | türkis 1         |                            | 0,9 mm             | 22  |
| 0,50 mm²    | weiß                       | orange                 | weiß             | E0506, E0508, E0510        | 1,1 mm             | 20  |
| 0,75 mm²    | blau                       | weiß                   | grau             | E7506, E7508, E7510        | 1,3 mm             | 18  |
| 1,00 mm²    | rot                        | gelb                   | rot              | E1006, E1008, E1010        | 1,5 mm             | 17  |
| 1,50 mm²    | schwarz                    | rot                    | schwarz          | E1508, E1510, E1512        | 1,8 mm             | 15  |
| 2,50 mm²    | grau                       | blau                   | blau             | E2508, E2510, E2512, E2518 | 2,3 mm             | 13  |
| 4,00 mm²    | orange                     | grau                   | grau             | E4009, E4012, E4018        | 2,9 mm             | 11  |
| 6,00 mm²    | grün                       | schwarz                | gelb             | E6010, E6012, E6018        | 3,6 mm             | 10  |
| 10,00 mm²   | braun                      | elfenbein              | rot              | E10-12, E10-18             | 4,6 mm             | 7   |
| 16,00 mm²   | elfenbein                  | grün                   | blau             | E16-12, E16-18             | 5,9 mm             | 5   |
| 25,00 mm²   | schwarz                    | braun                  | gelb             | E25-16, E25-22             | 7,4 mm             | 3   |
| 35,00 mm²   | rot                        | beige                  | rot              | E35-16, E35-25             | 8,4 mm             | 2   |
| 50,00 mm²   | blau                       | oliv                   | blau             | E50-20, E50-25             | 10,5 mm            | 1/0 |
| 70,00 mm²   |                            |                        | gelb 1           |                            | 12,7 mm            | 2/0 |
| 95,00 mm²   |                            |                        | rot 1            |                            | 14,7 mm            | 3/0 |
| 120,00 mm²  |                            |                        | blau 1           |                            | 16,7 mm            | 4/0 |
| 150,00 mm²  |                            |                        |                  |                            | 18,7 mm            | 5/0 |
| 185,00 mm²  |                            |                        |                  |                            | 20,2 mm            | 6/0 |
| 240,00 mm²  |                            |                        |                  |                            | 23,0 mm            | 7/0 |

## Normative Anforderungen
Leitungen aus Einzellitzen müssen mit Aderendhülsen versehen werden, wenn die Anschlussklemme nicht für den Anschluss unkonfektionierter Litzenleitungen zugelassen ist. Beim Einbau der Litze in eine dafür ungeeignete Klemme bleiben häufig einzelne Drähte am Rand der Klemme hängen, werden dadurch zurückgeschoben und stehen im ungünstigsten Fall über den isolierten Rand der Klemme vor. Es besteht Gefahr für Kurzschluss und/oder Gefahr eines Stromunfalls. Zudem besteht bei nicht mit Aderendhülsen versehenen Leitungen eine erhöhte Korrosionsgefahr.
In Fahrstuhlklemmen ist eine Aderendhülse nicht erforderlich, da die Konstruktion solcher Klemmen sowohl das Herausrutschen einzelner Drähte als auch das Abscheren wirksam verhindert.

## Alternativen
Das an Stelle von Aderendhülsen früher häufig praktizierte Verzinnen von Litzenenden ist in der Elektroinstallation nicht mehr Stand der Technik. Der Grund dafür ist die niedrige Druckfestigkeit des Lotes. In Schraubklemmen verformt und lockert sich ein verzinntes Litzenende unter der Anpresskraft der Schraube mit der Zeit so stark („Fließen“), dass nach einiger Zeit kein hinreichender Kontakt zwischen Litze und Klemme mehr besteht. Im Extremfall entsteht eine nicht gewollte Funkenstrecke. Die Ausbildung von Oxidschichten lässt dann den Übergangswiderstand stark ansteigen, was zu einer hohen Brandgefahr führt. Gefördert wird dies durch die hohe Korrosionsneigung von Lötverbindungen (Lokalelement). In den einschlägigen Normen ist das Löten elektrischer Verbindungen zwar nicht ausdrücklich verboten, in VDE 0100-520:2003-06 Abschnitt 526.2 jedoch festgehalten, dass Lötverbindungen in Leistungskreisen vermieden werden sollen.
Stiftkabelschuhe bestehen aus einem Stift und einer Crimphülse für das Litzenende. Es gibt auch mit Isolierstoff ummantelte Typen – hiermit wird das Ende der Litzenisolierung zusätzlich gestützt. Die Stifte benötigen einen geringeren Klemmenquerschnitt als die Litzenenden.
Das Ultraschallverdichten der Litzenenden ist ein Verfahren, das dem Ultraschallschweißen ähnelt, jedoch nur dazu dient, das Litzenende zu stabilisieren. Damit werden präzise geformte, feste Litzenenden erzeugt, ohne dass zusätzliche Teile oder Zusatzwerkstoff erforderlich ist. Der erforderliche Klemmenquerschnitt wird minimiert.